# Вязовой (Ульяновская область)
Вязовой — посёлок в Николаевском районе Ульяновской области. Входит в состав Канадейского сельского поселения. 

## География
Находится на расстоянии примерно 8 километров на восток по прямой от районного центра поселка Николаевка.

## История
Основан в XX веке. В 1990-е годы работал СПК «Прасковьинский».

## Население
Население составляло 174 человека в 2002 году (русские 84%), 180 по переписи 2010 года.